# Moskule
Moskule – od 1946 osiedle w północnej części Łodzi, w dzielnicy Bałuty. Administracyjnie wchodzi w skład osiedla Wzniesień Łódzkich. Jest to niewielkie osiedle o skrajnie peryferyjnym położeniu. Leży wzdłuż ulicy Serwituty, przy samej granicy miasta. 

## Historia
Pod względem historycznym obecne osiedle Moskule jest specyficznym zlepkiem eksklaw czterech wsi, który włączono do Łodzi 13 lutego 1946. Ekslawy te należały do (od północy ku południu):
- wsi Skotniki

- wsi Łagiewniki Poklasztorne

- wsi Łodzianka

- wsi Nowe Moskule

Dzisiejszą specyfiką tego obszaru jest stanowienie bardzo wąskiego pasma Osiedla Wzniesień Łódzkich, wrzynającego się na długości 1,2 km między Lasem Łagiewnickim (należącym do osiedla Łagiewniki) a gminą Stryków.